# Wim Statius van Eps
Lodewijk Wilhelm (Wim) Statius van Eps (Aruba, 13 november 1926 – Curaçao, 4 juni 2011) was een Curaçaos medicus. Hij promoveerde op baringspijn en schoolde zich later als nefrologist (internist voor nieraandoeningen). Voor zijn grote bijdrage aan de medische literatuur op Curaçao werd hij in 1984 onderscheiden met de Cola Debrotprijs.

## Biografie
Vóór hem kwam de achternaam Statius van Eps al vier generaties voor op Curaçao. Statius is eigenlijk een voornaam die in het verleden aan de oudste zoon werd gegeven. Na verloop van tijd werd het een onderdeel van de achternaam. Zijn vader, Johan Marin (Bobo) Statius van Eps, was districtsmeester. Een jaar voor zijn geboorte trouwde die met zijn moeder Etna Arends op Aruba. Hij had twee broers en een zus. Met hun vader spraken ze Nederlands en met hun moeder Papiaments.
Wim Statius van Eps beleefde zijn eerste kinderjaren op het Landhuis Dokterstuin. In 1935 ging het gezin naar Bonaire, waar zijn vader gezaghebber werd. Na de lagere school ging de jonge Wim alleen terug naar Curaçao voor les aan de mulo St. Thomas College. Toen zijn vader zijn voormalige baan als districtsmeester terugkreeg, kwam het gezin weer op Dokterstuin wonen. Van 1942 tot 1945 zat hij op het Peter Stuyvesant College. Voor zijn studie geneeskunde ging hij naar Amsterdam. Daar promoveerde hij in 1954 op een onderzoek over baringspijn. Daar sportte hij veel en was hij betrokken bij de oprichting van een vereniging voor Curaçaose Amsterdamse studenten, de eerste voor Curaçaoënaars. In april 1947 werd hij voorzitter van de net opgerichte Vereniging van Antilliaanse Studenten in Nederland. Hij studeerde af in december 1953 en promoveerde een half jaar later op het onderwerp baringspijn. Kort daarna trouwde hij met Renée Höfte en kort daarna gingen ze naar Curaçao.
Hij was van 1954 tot 1957 assistent-arts bij het Sint-Elisabeth Hospitaal (SEHOS). Ondanks zijn promotieonderzoek hield hij zich nauwelijks bezig met bevallingen, omdat de meeste vrouwen in deze tijd een vroedvrouw hadden. Tussen 1957 en 1961 was hij met zijn gezin opnieuw in Nederland, om zich in zijn vakgebied te specialiseren. Ook hielp hij Harry Hoetink bij diens promotie op het patroon van de oude Curaçaosche samenleving. Bij terugkeer werd hij internist bij het SEHOS en begon daar aan de opzet van een medische bibliotheek en archief en zette een medische staf op. Ook zette hij een Afdeling Nierdialyse op die hij van 1969 tot 1975 leidde. Alleen en met anderen publiceerde hij veel over medische onderwerpen, maar ook andere, zoals over Bolivar op Curaçao met E. Luckmann-Maduro. In 1955 was hij oprichter van Beatrix Fonds tegen Tuberculose op de Nederlandse Antillen.
In 1975 kreeg hij de leiding over de afdeling van Interne Geneeskunde van het net opgeleverde Slotervaartziekenhuis in Amsterdam Nieuw-West. Zijn functie paste goed bij wat hij belangrijk vond, zodat hij zich tot zijn pensioen richtte op de peilers van zorg voor patiënten, onderwijs en wetenschappelijk onderzoek. Ondertussen zat hij in het bestuur van de Stichting voor Culturele Samenwerking en het examencommissiebestuur van de Universiteit van Amsterdam en was hij sinds 1984 adviseur van het Sint Rose Hospital op Sint Maarten. In hetzelfde jaar werd hij onderscheiden met de prestigieuze Curaçaose Cola Debrotprijs vanwege zijn grote bijdrage aan de medische literatuur op Curaçao.
In 1991 was hij tegen zijn zin verplicht om met pensioen te gaan. Hij bleef niettemin actief, door in 1993 zijn benoeming tot bijzonder hoogleraar te accepteren aan de Vrije Universiteit Amsterdam. Tien jaar na het overlijden van zijn vrouw Renée hertrouwde hij met zijn oude jeugdliefde Lilian Winkel. Els Langenfeld schreef een biografie over zijn leven. Hiervan heeft hij de drukproeven nog kunnen inzien, maar niet meer het eindresultaat dat als verjaardagsgeschenk was bedoeld. Wim Statius van Eps overleed op 4 juni 2011 na een ziekbed. Hij is 84 jaar oud geworden.